# Winkelverzerrung
Unter Winkelverzerrung versteht man in der Kartografie, Geometrie und Geodäsie einerseits die Eigenschaft vieler Kartenprojektionen, dass Winkel in der Natur (bzw. gemessene Winkel) auf einer Karte verändert dargestellt werden, andererseits auch die Größe der Winkelverzerrung selbst.
Die Winkelverzerrung bedeutet eine Formänderung durch die Kartenprojektion – wie sie z. B. bei Planigloben an der Verzerrung der am Kartenrand liegenden Kontinente erkennbar ist. Die Verzerrung ist i. a. bei flächentreuen (geografisch verwendeten) Projektionen am größten, bei winkeltreuen Abbildungen (z. B. der Geodäsie oder Messtechnik) jedoch Null.
Keine Winkelverzerrung ist hingegen, was auf manchen winkeltreuen Karten wie der Mercatorprojektion auffällt:
z. B. die merkliche Vergrößerung von Grönland oder die scheinbare Verbreiterung von Sibirien. Sie ist eine Folge der kartografischen Flächenverzerrungen, wie sie bei nicht flächentreuen, überwiegend in der Geografie benutzten Karten auftritt.

## Winkeltreue
Eine geometrische Abbildung heißt winkeltreu bzw. konform, wenn sie die Größen von Winkeln unverändert lässt. Beispiele für winkeltreue Abbildungen sind alle Kongruenzabbildungen (etwa Achsenspiegelung, Punktspiegelung, Parallelverschiebung und Drehung), allgemeiner alle Ähnlichkeitsabbildungen, insbesondere die zentrische Streckung.
Bei Winkeltreue (Konformität) ist die Winkelverzerrung null – dann entsprechen alle Winkel in der Abbildung jenen im Urbild. Das Abbild in der Projektion ist dem Urbild in kleinsten Bereichen ähnlich, die Streckenverzerrung somit in alle Richtungen gleich, die Tissot’sche Indikatrix bleibt kreisförmig. Man kann also Richtungen korrekt eintragen, und Distanzen nach einer kleinen Reduktion ebenso.
Da es keine allgemein längentreue Abbildung einer Kugel oder anderer zweidimensional gekrümmter Flächen in die Ebene gibt, muss man entweder Winkelverzerrungen oder Flächenverzerrungen oder beides in Kauf nehmen. Die Verzerrungen betragen in üblichen regionalen Karten allerdings nur einige Prozent, können jedoch bei globalen Kartendarstellungen auf etwa 30–50 % anwachsen.
Um eine Winkeltreue zu erhalten, dehnen beispielsweise Gauß und Krüger alle Ordinaten um
y³ : 6r²  (y = Abstand vom Mittelmeridian, r = Erdradius)

## Anwendung
Während Winkelverzerrungen bei geographischen Arbeiten weniger eine Rolle spielen (hier ist meist die Flächentreue wichtiger), sind sie bei Darstellung von Messgrößen besonders unangenehm. Daher bevorzugt man Projektionen mit geringen Winkelverzerrungen – bzw. winkeltreue Karten – speziell bei:
- Astronomie und Geometrie
- Navigation und Flugsicherung
- Geodäsie und Vermessungswesen
- Geophysik und Felsmechanik

## Wichtige winkeltreue Projektionen
- Mercator-Projektion – Zylinderprojektion für die meisten Seekarten
- Lamberts winkeltreue Kegelprojektion – Kegelprojektionen für die Luftfahrt (meiste Luftfahrtkarten) und spezielle Anwendungen in der Geografie
- Gauß-Krüger-Koordinatensystem und UTM-Koordinatensystem – transversale (äquatorständige) Zylinderprojektion für die Vermessung
- stereografische Projektion – Azimutale Projektion für Astronomie und Geometrie.